# Penryn (Cornwall)
Penryn er en by og sogn i det vestlige Cornwall i England, Storbritannien. Den ligger ved floden Penryn omkring 1,6 km nordvest for Falmouth. I 2011 havde den et indbyggertal på 7.166, hvilket var reduceret til 6.812 i 2011. Der er tog valgkredse,s om dækker Penryn; 'Penryn East and Mylor' og 'Penryn West'. Sammenlagt har de to valgkredse 9.790 indbyggere.
Selvom byen på mange måder ligger i skyggen af den større naboby Falmouth, så var det tidligere en vigtigt havneby, hvor granit og tin blev læsset ombord på skibe og sendt videre i verden, hvilket allerede foregik i middelalderen.